# 国鉄ミキ20形貨車
国鉄ミキ20形貨車（こくてつミキ20がたかしゃ）は、鉄道省が1930年（昭和5年）に超特急「燕」を運行開始するに際して製造した、水30立方メートル（30トン）を積載可能な水槽車である。当初はペアを組むC51形蒸気機関車と同一番号として取り扱われていたため形式を持たず、転用後にミキ20形となった。

## 概要
1930年（昭和5年）10月からの超特急「燕」の運行開始にあたり最も深刻な問題となったのは、所要時間短縮のために実施する予定の東京 - 名古屋間ノンストップ運転に伴う機関車への水の補給であった。
運行開始時点での「燕」の牽引定数は換算28.5両、現車7両、つまり重量285 tの比較的軽量の列車であり、各車の軸受が抵抗の大きな平軸受（プレーンメタルベアリング）で、かつ展望車や食堂車など3軸ボギー車を主体とする編成であることを考慮しても、牽引機としては実績のあるC51形で必要充分であった。だが、そのC51形に連結されていた炭水車は12-17形と呼ばれる石炭12 t、水17 m3を積載可能なタイプであり、試運転の際、東京 - 名古屋間の炭水使用量等から、石炭についてはこれで充分であるものの、水については何らかの手段で不足を補う必要があることが判明した。
このため、当初は当時のイギリスなどの鉄道で実施されていたように、直線が続く区間で線路間にピット（ウォータートラフ）を掘って水を満たし、そこから走行中にすくい上げて給水する方法など、走行中の給水方法について様々な検討や実験が行われた。しかし、これらの前例のない方法を採るには巨額の設備投資を要し、かつ1930年10月のダイヤ改正時と決定された「燕」運行開始までに残された時間が少なく、準備が間に合わないことが危惧された。そのため、もっとも堅実な「炭水車の水搭載量の増量」で対処することが決定された。
しかし、石炭を8 tから12 t程度積載可能とし、かつ水を40 m3 以上、余裕を見て50 m3 積載可能な炭水車を連結するとなると、水容積から全長が長大なものとなり、当時標準の18 m級転車台に機関車が乗らなくなり、転向不可能となってしまうことは明らかであった。
そこで鉄道省は通常の炭水車とは別に、専用の水槽車を新規製作して炭水車の直後にこれを連結、そこから給水することでこの問題の解決を図ることとした。
こうして1930年（昭和5年）に名古屋市熱田区の日本車輌製造本店（日車）でペアを組むC51形と同番のC51 247 - 249として3両の30 t級水槽車を製造し、「燕」の運用に充てることとなった。

## 車体
タンク体の中央上部に600 mm径の給水ハッチを備える、当時としては一般的なタンク車に近い構造とされた。更に、走行中、1号車に設けられた控え室との間で乗務員（機関士、機関助士とも）交代が合わせて実施されることから、両側面に乗務員通行用の手すりと歩み板が全長に渡って設けられていた。
本形式は、断面積3.65 m2、長さ約8.7 mの底面が平坦な蒲鉾形断面の水槽を溝形鋼を組んだ台枠上に、底面が軌条面上高さ1,120 mmの位置となるように搭載しているのが、構造面での最大の特徴である。
この床面高さと水槽断面形状は、本車の水槽底面が炭水車の水槽底面よりも高い位置となる必要があったことと、高速運転時の低重心化の必要性から定められたものであった。これにより本車の水を使い切ってから炭水車の水の残りが使用されるようになっていた。
なお、炭水車への給水は両端に設置された止水弁とそこから伸びる給水ホースで行われ、転向せずとも上り下りの双方の運用に対応可能であった。
また、旅客列車を牽引する機関車の次位に連結されることから、給水管やブレーキ管のみならず、客車と同様に蒸気暖房用の蒸気管も引き通されていた。

## 主要機器
台車
高速運転を行うこととその重量から、急行貨物列車（急行便）用有蓋貨車のワキ1形に採用された軸ばね式鋳鋼製2軸ボギー台車であるTR24形の設計が流用された。
但し、前述の事情で台枠高さが特殊であったことから、心皿および側受（がわうけ）の設計が変更されており、一般型とは完全に同一構造ではない。
ブレーキ
最高速度95 km/hで運用され客車と同等の応答性能が求められることから、自動空気ブレーキ装置としては貨車用のK弁によるKC・KDブレーキ装置ではなく、当時鉄道省制式客車の標準ブレーキ装置であったA動作弁によるAVブレーキ装置が搭載された。

## 運用
本形式は超特急「燕」の運行開始と共に華々しいデビューを飾った。しかし、常に人気の高かった列車ゆえ、定員増のため三等車を1両増結することとなり、牽引定数に余裕を持たせるため、水槽車の廃止が決まった。1932年（昭和7年）3月から静岡停車と、同駅での給水が実施され、わずか2年足らずで用途廃止となっている。
1932年（昭和7年）12月に車種変更が行われ水槽車のミキ20形へと改称され、東北地方の水質が悪い地域の機関区への給水用として転用した。1966年（昭和41年）にはヤードの効率を向上させるためのブレーキ車として改造される計画があったが実現しなかった。
1968年（昭和43年）度までに全車が廃車され形式消滅した。